# José Ángel Gómez Marchante
José Ángel Gómez Marchante (Alcobendas, 30 mei 1980) is een Spaans voormalig wielrenner.
Marchante was vooral een klimmer en een klassementsrenner. Hij startte twee keer in de Ronde van Frankrijk, maar reed deze nog nooit uit. Hij reed vier jaar lang voor Saunier Duval maar hij koos in 2009 voor Cervélo. In 2011 eindigde hij zijn wielercarrière.

## Belangrijkste overwinningen
2003
- Aitzondo Klasika
- Eindklassement Vuelta Ciclista Internacional a Extremadura
- 3de, 4de (deel b) etappe en eindklassement Bizkaiko Bira

2004
- 2e etappe GP CTT Correios de Portugal

2006
- 6e etappe Ronde van het Baskenland
- Eindklassement Ronde van het Baskenland

2007
- Subida a Urkiola
- Jaen (b)

## Resultaten in voornaamste wedstrijden
| Jaar | Ronde van Italië | Ronde van Frankrijk | Ronde van Spanje |
| ---- | ---------------- | ------------------- | ---------------- |
| 2004 |                  |                     | 8e               |
| 2005 |                  | opgave              |                  |
| 2006 |                  | opgave              | 5e               |
| 2007 |                  |                     | 40e              |
| 2008 |                  |                     |                  |
| 2009 |                  | opgave              | 22e              |
| 2010 |                  |                     | 78e              |

| Jaar | Gent-Wevelgem | Amstel Gold Race | Luik-Bast.‑Luik | Waalse Pijl |  | Wereldranglijsten |
| ---- | ------------- | ---------------- | --------------- | ----------- |  | ----------------- |
| 2004 |               |                  |                 |             |  |                   |
| 2005 |               |                  |                 |             |  | 99e (UPT)         |
| 2006 | 91e           | 107e             |                 |             |  | 23e (UPT)         |
| 2007 |               |                  |                 |             |  | 169e (UPT)        |
| 2008 |               |                  | 59e             | 85e         |  | 121e (UPT)        |
| 2009 |               |                  |                 |             |  | 91e (UWK)         |
| 2010 |               |                  |                 |             |  |                   |

## Ploegen
- 2004 - Costa de Almería-Paternina
- 2005 - Saunier Duval-Prodir
- 2006 - Saunier Duval-Prodir
- 2007 - Saunier Duval-Prodir
- 2008 - Saunier Duval-Scott
- 2008 - Scott-American Beef
- 2009 - Cervélo
- 2010 - Andalucía-CajaSur